# Brug 166
Brug 166 is een vaste brug in Amsterdam Oud-West.
Hij is gelegen in de Nassaukade en overspant de Hugo de Grootgracht bij haar ingang van en uitgang naar de Singelgracht.
In 1892 werd besloten tot bouw van de brug. Het maakte deel uit van een uitgebreid pakket aan werkzaamheden rondom de Hugo de Grootkade. De werkzaamheden vonden plaats in het stuk stad dat begrensd werd met in het noorden de Hugo de Grootkade, in het oosten de Nassaukade, in het zuiden de Potgieterstraat en in het westen de Frederik Hendrikstraat. Vermoedelijk werd er een houten brug neergezet. Pas in 1898 werd met de werkzaamheden begonnen voor een definitieve brug, het werd een stenen brug met een doorvaartbreedte van 10 meter. Zij kwam in de plaats van een iets zuidelijker gelegen en smallere brug over de Lange Bleekersloot,(die niet veel later gedempt werd voor de aanleg van De Clercqstraat. De uitvoering vereiste enige moeite want door de niet rechte hoek tussen de Hugo de Grootgracht en de Singelgracht en ter plaatse een bocht in diezelfde Singelgracht, moest die brug enigszins schuin geplaatst worden. Van juli tot en met oktober kon er geen scheepvaart plaatsvinden, maar de brug was aan het eind van die periode al bijna klaar. In voorjaar 1899 werd gemeld dat de brug voltooid was. Het is vooralsnog onbekend of de brug daarna nog aangepast of vernieuwd is, ze heeft in 2017 nog steeds het uiterlijk van de brug uit 1899, gezien de zaagtandversiering in de ondersteuning van de overspanning.

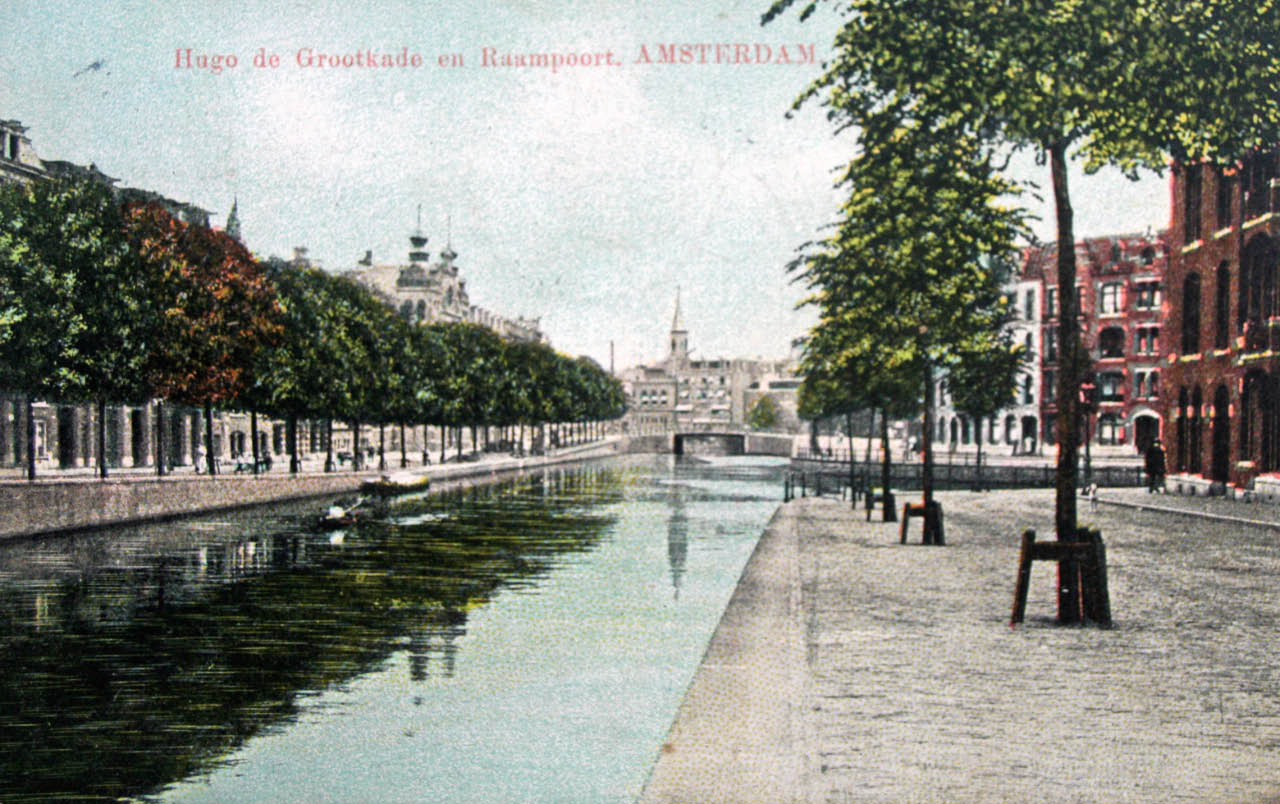
De brug in circa 1900
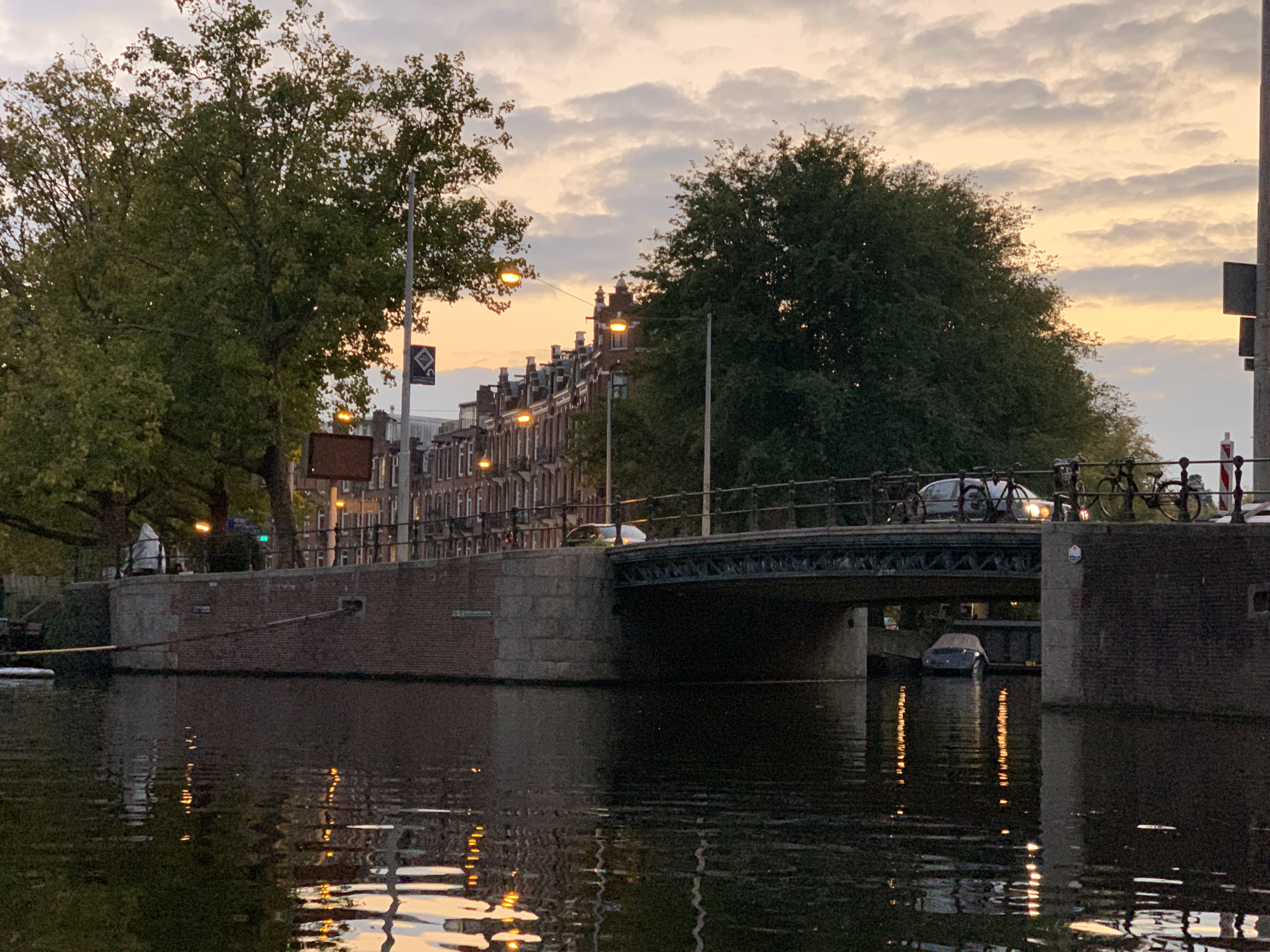
Brug 166, gezien naar het westen

<<< · 100 · 101 · 102 · 103 ·  105 · 106 · 107 · 108 · 109 ·  110 · 111 · 112 · 113 · 114 · 115 · 116 · 117 · 118 · 119 · 120 · 121 · 122 · 123 · 124 · 125 · 126 · 127 · 128 · 129 · 130 · 131 · 132 · 135 · 136 · 137 · 138 · 139 · 140 · 141 · 142 · 143 · 144 · 145 · 146 · 147 · 148 · 149 ·  150 · 151 · 152 · 155 · 156 · 159 · 160 · 161 · 162 · 163 · 164 · 165 · 166 · 167 · 168 · 169 ·  170 · 171 · 172 · 173 · 174 · 175 · 176 · 177 · 178 · 179 · 180 · 181 · 182 · 183 · 184 · 185 · 186 · 187 · 189 · 190 · 191 · 192 · 193 · 194 · 195 · 196 · 198 · 199 · >>>
Brugnummers 104, 133, 134, 153, 154, 157, 158, 188 en 197 zijn niet (meer) in gebruik.